# Jeu des quatre couleurs
Le jeu des quatre couleurs est un jeu de cartes asiatique traditionnel (Vietnam et Chine), communément appelé « jeu de cartes chinoises ». En vietnamien, ce jeu est appelé tứ sắc (signifiant littéralement : quatre couleurs).

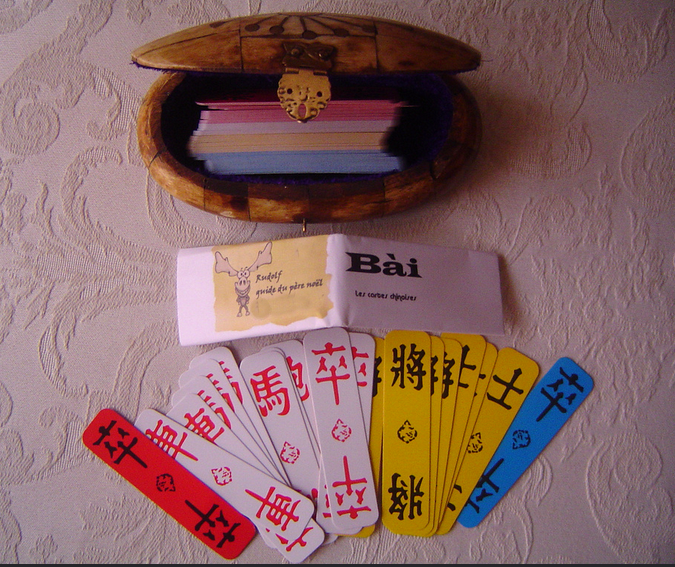
Jeu de Bài, avec les cartes de quatre couleurs.

Il existe différentes variantes de jeu. L'une d'entre elles a été distribuée en France sous le nom de Bài (du mot vietnamien bài, signifiant « carte à jouer »). Il s'agit d'un jeu qui utilise l'ensemble de cartes chinoises composé de 108 cartes reprenant les différents caractères chinois figurant sur les pièces du jeu d'échec chinois, le xiangqi. Chaque caractère apparait seize fois (quatre fois dans chacune des quatre couleurs).
Les cartes chinoises sont plus minces et plus longues que les cartes occidentales, ce qui permet une poignée beaucoup plus importante (une vingtaine de cartes visibles en main).